# Salsola (torrente)
Il Salsola è un torrente della Puglia, situato nella provincia di Foggia e avente una lunghezza di 55 km. Suo principale affluente è il torrente Vulgano.

## Percorso
Il Salsola nasce alle pendici del monte Montauro sui Monti Dauni, nei pressi di Alberona. Scorre in direzione della costa Adriatica, attraversando il Tavoliere delle Puglie alle pendici di Lucera, dove passa al di sotto del ponte Gallucci, di epoca tardo-antica. Arrivato all'altezza di ponte Petrosino sfocia nel Candelaro.

## Portata

### In estate
Il Salsola, in estate, ha una portata limitata poiché svariati prelievi idrici la diminuiscono sensibilmente, e nella stagione calda è quasi in secca.

### In autunno
Al fronte della portata piuttosto modesta, il Salsola, in occasione di piogge forti, si riempie facilmente e può dar luogo ad esondazioni rovinose come quella del 15 ottobre 1982.